# Michail Vilkov
Mikhail Fedorovitsj Vilkov (Russisch: Вилков Михаил Фёдорович) (Nizjni Novgorod, 10 juni 1979) is een Russisch voormalig voetbalscheidsrechter. Hij was in dienst van FIFA en UEFA tussen 2013 en 2018. Ook leidde hij van 2006 tot 2021 wedstrijden in de Premjer-Liga.
Op 21 oktober 2006 leidde Vilkov zijn eerste wedstrijd in de Russische eerste divisie. De wedstrijd tussen Krylja Sovetov Samara en Alania Vladikavkaz eindigde in 1–0 voor Krylja. Hij gaf in dit duel vijf gele kaarten. Zeven jaar later, op 25 juli 2013, floot de scheidsrechter zijn eerste wedstrijd in de UEFA Europa League. FK Sarajevo en KF Kukësi troffen elkaar in de tweede ronde (0–0). In dit duel deelde de Russische leidsman drie gele kaarten uit.

## Interlands
| Datum            | Plaats             | Wedstrijd                   | Uitslag | Competitie        | Kreeg geel | Kreeg voor de tweede keer geel en dus rood | Weggestuurd |
| ---------------- | ------------------ | --------------------------- | ------- | ----------------- | ---------- | ------------------------------------------ | ----------- |
| 5 maart 2014     | Antalya, Turkije   | Kazachstan – Litouwen       | 1 – 1   | Vriendschappelijk | 1          | 0                                          | 0           |
| 14 februari 2015 | Aksu, Turkije      | Roemenië – Moldavië         | 2 – 1   | Vriendschappelijk | 6          | 0                                          | 0           |
| 12 juni 2017     | Minsk, Wit-Rusland | Wit-Rusland – Nieuw-Zeeland | 1 – 0   | Vriendschappelijk | 1          | 0                                          | 0           |